# Persbo (cratera)
A cratera Persbo é uma cratera de impacto no quadrângulo de Elysium em Marte localizada a  8.54° N e 203.24° W. Ela possui 19.5 km em diâmetro e recebeu o nome de uma cidade na Suécia.